# Biocapitalismo
Il biocapitalismo è una fase avanzata del sistema economico capitalistico in cui la "vita" (bìos) stessa, nelle sue molteplici manifestazioni biologiche, mentali, sociali e affettive, diventa oggetto di valorizzazione economica e di accumulazione. Secondo Silverio Novelli, il termine è una parola d'autore coniata da Vanni Codeluppi nel 2008, anno di pubblicazione del saggio Il biocapitalismo – Verso lo sfruttamento integrale di corpi, cervelli ed emozioni (ed. Bollati Boringhieri, Torino).
Secondo Codeluppi non bisogna confondere il riferimento alla vita del capitalismo con argomenti riguardanti l'ecologia, nel senso di "equilibrio mentale". Questo tipo di capitalismo invece interviene specificatamente sulla vera e propria vita dell'uomo, intesa nel suo senso fisico e spirituale: è una ideologia che va oltre il tradizionale sfruttamento del lavoratore salariato, così come viene teorizzata, ad esempio, dalla critica marxiana, che induce l'essere umano ad aderire volontariamente all'utilizzo del suo stesso corpo come terreno sperimentale di tecnologie, come prodotto di lusso nella chirurgia estetica, come soggetto passivo di mode, come oggetto biologico per la ingegneria genetica, come vittima consenziente di una mentalità sfruttatrice nell'aziendalismo partecipativo, come elemento di spettacolo per l'industria culturale, come strumento di potere politico tramite il sesso ridotto a merce, come consumatore ipnotizzato dalla pubblicità.
Altri autori si sono interessati del biocapitalismo identificandone alcuni aspetti particolari: «Il biocapitalismo ha scoperto che il valore risiede nelle identità, nei significati, nelle esperienze degli individui e nel loro desiderio di acquisire sempre nuove identità, nuovi significati, nuove esperienze. Grazie al fatto che oggi la materia biologica e il vissuto psichico sono brevettabili e manipolabili, essi diventano le vere fonti del valore. L'esigenza del biocapitalismo diventa quella di trovare sempre nuovi modelli di utilizzo delle nuove fonti di valore e di costruire un ambiente che alimenti costantemente il desiderio di identità, significati ed esperienze.»
Il postfordismo spinge più in là lo sfruttamento degli individui, Il capitalismo cognitivo o biocapitalismo non è niente altro che una forma di capitalismo che produce valore dal bios, ossia dalla vita, degli individui. Esso non è più interessato ad utilizzare i lavoratori come mere macchine umane capaci di esercitare uno sforzo fisico, ciò che interessa ora è attingere alle loro capacità cognitive così da poterle metterle a frutto. «Se il fordismo rappresenta l'era della produzione materiale di merci e a tal fine utilizza la forza del corpo, il postfordismo incarna l'epoca della produzione di conoscenza, attraverso la valorizzazione delle facoltà relazionali, comunicazionali cognitive.» 
La storia del capitalismo può tuttavia essere vista anche come un processo di progressiva astrazione del capitale, della produzione ed infine della società stessa. Le forme di accumulazione del capitale si sono modificate col tempo, «La ricchezza economica [...] è infatti cambiata, un tempo legata alla concretezza della terra e ad altri beni immobili, ora si è fatta più mobile e leggera, assumendo ad esempio le forme del credito e della finanza.»  Anche il denaro ha seguito lo stesso trend: è passato dal valere tanto quanto pesava, all'essere figurato da assegni e banconote fino a divenire moneta elettronica utilizzata per transazioni telematiche. Il mondo della finanza è emblematico di questa astrazione, la sovra rappresentazione che essa ha dell'economia reale fa ben intendere quanta poca importanza abbia la produzione materiale in sé.